# ZUKKOKE男道
《ZUKKOKE男道》（ズッコケ男道），為日本男偶像團體關西傑尼斯8的第6張單曲。從這張單曲開始，所屬的唱片公司便由演歌部門的TEICHIKU轉為流行音樂部門的IMPERIAL RECORDS。初回限定盤贈送的特典為「concert ON-OFF shot mini poster」。

## 收錄歌曲

### 初回限定盤
1.ズッコケ男道 
- 作詞：上中丈弥（THE イナズマ戦隊）；作曲：ピエール；編曲：白井良明

2.愛に向かって 
- 作詞：MASA；作曲、編曲：馬飼野康二
- 動畫『忍者亂太郎(忍たま乱太郎)』（NHK教育）第18首片尾歌曲。

3.ズッコケ男道（Original Karaoke）

### 通常盤
1.ズッコケ男道
2.愛に向かって
3.Explosion 
- 作詞：白井裕紀、新美香；作曲：加藤裕介；編曲：鈴木雅也

4.ズッコケ男道（Original Karaoke）